# Only Heaven
Albums de The Young Gods
Live Sky Tour
(1993) Heaven Deconstruction
(1997)
Singles
1. Kissing the Sun
Sortie : 6 novembre 1995

Only Heaven est le cinquième album studio du groupe de rock industriel suisse, The Young Gods. Il est sorti le 27 juin 1995 sur le label Play It Again Sam Records et a été produit comme ses prédécesseurs par Roli Mosimann.
Cet album fut enregistré à New York dans les studios Eastside et Bearsville où il fut aussi mixé. la pré-production fut effectuée aux Studios des Forces Motrices à Genève et au studio "The Loft Recording" à Bronxville (USA).
Certaines versions de l'album contiennent un titre bonus, une version remixée de "Kissing the Sun". "Kissing the Sun" servira aussi de single pour la promotion de l'album, on peut le trouver dans sa version 3 titres où dans une version "remixes" contenant sept version différentes du titre.
Cet album se classa à la 11e place des charts suisses et à la 85e place des charts hollandais.

## Liste des titres
- Les paroles sont signés par Franz Treichler ainsi que les musiques sauf indications contraires.

1. Outside - 0:31
2. Strangel - 3:07
3. Speed of Night (musique:Treichler, Mosimann) - 6:00
4. Donnez les Esprits (musique: Treichler, Mosimann) - 6:17
5. Moon Revolutions (musique:Treichler, Alain Monod)- 16:35
6. Kissing the Sun - 4:30
7. The Dreamhouse - 4:52
8. Lointaine - 4:20
9. Gardez les Esprits - 1:08
10. Child in the Tree (musique:Treichler, Monod) - 4:35
11. Kissing the sun (Orange remix) - 9:18

## Musiciens
- Franz Treichler: chant
- Alain Monod: claviers
- Urs Hiestand: batterie, percussions

## charts
| Pays                         | Durée du classement | Meilleur classement | Date            |
| ---------------------------- | ------------------- | ------------------- | --------------- |
| Pays-Bas (MegaCharts)        | 4 semaines          | 85e                 | 29 juillet 1985 |
| Suisse (Schweizer Hitparade) | 8 semaines          | 11e                 | 25 juin 1995    |